# American Teenager
American Teenager è un singolo della cantante statunitense Ethel Cain, pubblicato il 21 aprile 2022 come terzo ed ultimo estratto dall'album in studio di debutto Preacher's Daughter.
La traccia contiene un campionamento del brano "Don't Stop Believin'" del gruppo musicale Journey.

## Accoglienza
American Teenager è stato apprezzato dalla critica specializzata ed è stato incluso nella playlist annuale dei brani preferiti dall'ex presidente degli Stati Uniti d'America Barack Obama, notizia alla quale la cantante ha reagito rivelando di essere sorpresa che un ex presidente statunitense abbia potuto apprezzare un brano con un testo spiccatamente antipatriottico e pacifista.

## Tracce
Testi e musiche di Ethel Cain e Steven Colyer.
1. American Teenager – 4:18